# 京津泰晤士报
《京津泰晤士报》（Peking and Tientsin Times，1894年3月—1941年12月），英国建筑师裴令汉（William Bellingham）在天津英租界工部局的支持下创办。该报的产生发展促进了天津本地报业的起步和国民思想的进步。随着大量外国侨民进驻天津租界，不少外国人借助天津租界创办报刊，常以《京津泰晤士报》为样板。

## 歷史
初为周刊，1902年改为日报。1918年后，英籍华人熊少豪接管该报，更名为《汉文京津泰晤士报》。1941年太平洋战争爆发后停刊。

## 知名人物
邵飘萍曾为该报撰写文章。
伊斯雷尔·爱泼斯坦曾在该报担任新闻工作。